# Christus Koning (Alkmaar)
Christus Koning is een standbeeld en oorlogsmonument in de Nederlandse stad Alkmaar.

## Achtergrond
Het beeld werd opgericht als gedenkteken ter herinnering aan inwoners van de stad die tijdens de Tweede Wereldoorlog zijn omgekomen. Het monument, gemaakt door beeldhouwer Henk Etienne, verbeeldt Christus Koning als Vorst van de Vrede. Het werd geplaatst voor de katholieke Sint-Josephkerk. Op 31 oktober 1948, de dag van het hoogfeest van Christus Koning werd het monument onthuld en ingewijd door deken J.Th. Jacobs.

## Beschrijving
Het beeld toont een Christusfiguur ten voeten uit, met geheven handen en gekroond als koning. Hij staat blootsvoets op een halve bol en draagt een eenvoudig gewaad, omsnoerd met een koord. 
Het beeld staat op een sokkel met opschriften, aan de voorzijde: 

CHRISTUS KONING
REDDER VAN ONS VOLK

De achterzijde vermeldt: 

ALS DANKBARE HERINNERING
AAN ONZE BEVRIJDING
GEPLAATST DOOR HET GENOOTSCHAP
'DE STILLE OMGANG'
OP INITIATIEF VAN DE VOORZITTER
JACOB BAART
ONTHULD EN INGEWIJD DOOR DE
H. EERW. DEKEN JACOBS
OP HET FEEST VAN CHRISTUS KONING
1948